# Тавдумадзе, Николай Карлович
Никола́й Ка́рлович Тавдума́дзе (род. 21 января 1956) — российский дипломат. Чрезвычайный и полномочный посол Российской Федерации в Республике Колумбии.

## Биография
В 1977 году окончил Московский государственный институт международных отношений по специальности советско-индийские отношения. Изучал бенгальский и английский языки. В 1977 году начал работать на дипломатическом поприще. Занимал различные должности в центральном аппарате Министерства иностранных дел СССР и РФ, а также за рубежом. Свободно владеет английским, итальянским и испанским языками. 
В 1977—1981 годах — сотрудник Посольства СССР в Бангладеш. 
В 1988—1994 годах — сотрудник консульства СССР/России в Генуе (Италия). 
В 1997—2002 годах — консул-советник Генконсульства России в Сан-Франциско. 
В 2003—2005 годах — старший советник, начальник отдела Генерального секретариата МИД (Департамента).
В 2005—2009 годах — генеральный консул России в Генуе.
В 2010—2015 годах — заместитель директора Департамента кадров МИД России. 
С 25 июня 2015 по 5 октября 2020 года — чрезвычайный и полномочный посол Российской Федерации в Республике Парагвай.
С 5 октября 2020 года — чрезвычайный и полномочный посол Российской Федерации в Республике Колумбии.

## Дипломатический ранг
- Чрезвычайный и полномочный посланник 2 класса (18 июля 2007)[4].
- Чрезвычайный и полномочный посланник 1 класса (26 декабря 2017)[5].
- Чрезвычайный и полномочный посол (28 декабря 2021)[6].

## Награды
- Орден Дружбы (4 ноября 2022) — За большой вклад в реализацию внешнеполитического курса и многолетнюю добросовестную работу[7].
- Знак отличия «За безупречную службу» XXX лет (16 октября 2012) — За большой вклад в реализацию внешнеполитического курса и укрепление международных позиций Российской Федерации, подготовку высококвалифицированных кадров и многолетнюю добросовестную работу[8].
- Большой крест национального ордена Заслуг (2020, Парагвай)[9].

## Семья
Женат, имеет взрослых сына и дочь.